# Picot de clatell groc vermell
El picot de clatell groc vermell (Chrysophlegma miniaceum) és una espècie d'ocell de la família dels pícids (Picidae) que habita la selva i boscos densos de la Península Malaia, Borneo, Sumatra i petites illes properes.